# Аксиџим
Аксиџим (тур. Aksicim) је насељено место у округу Визе у вилајету Киркларели, Турска. Према попису из 2020. био је 271 становник. Удаљено је 7 км од Црног мора.
Аксиџим је до Балканских ратова био грчко село са око 10 кућа. Након 1913. године Грци напуштају село и на њихово место се насељавају Бошњаци из Фоче, Новог Пазара, Сјенице, Сарајева, Бијелог Поља и Мостара.